# Michiyasu Osada
Michiyasu Osada (jap. 長田 道泰 Osada Michiyasu; ur. 5 marca 1978) – japoński piłkarz.

## Kariera klubowa
Od 1996 do 2002 roku występował w klubach Tokyo Verdy, Vissel Kobe i Kyoto Purple Sanga.

## Kariera reprezentacyjna
W 1997 roku Michiyasu Osada zagrał na Mistrzostwach Świata U-20.